# (37760) 1997 EG41
1997 EG41 (asteroide 37760) é um asteroide da cintura principal. Possui uma excentricidade de 0.15411750 e uma inclinação de 8.10994º.
Este asteroide foi descoberto no dia 10 de março de 1997 por LINEAR em Socorro.